# Dicranota neoconsors
Dicranota neoconsors är en tvåvingeart som beskrevs av Alexander 1938. Dicranota neoconsors ingår i släktet Dicranota och familjen hårögonharkrankar. Inga underarter finns listade i Catalogue of Life.